# Emmanuelle
Emmanuelle, ou Emanuelle, é a protagonista da série de filmes eróticos soft core franceses baseados na personagem criada por Emmanuelle Arsan no livro The Joys of a Woman.

## História
A personagem apareceu pela primeira vez no filme Io, Emmanuelle em 1969 e era interpretada por Erika Blanc. Foi recriada mais tarde em 1974 no filme Emmanuelle e era interpretada pela holandesa Sylvia Kristel, provavelmente a atriz mais famosa pelo papel. O filme ultrapassou as barreiras do que era aceitável em filmes na época, com suas cenas de sexo, estupro, masturbação, mile high club (sexo em aviões) e uma cena onde uma dançarina fuma um cigarro com sua vagina usando técnicas de pompoarismo. Diferentemente de outros filmes que tentavam evitar uma classificação adulta do MPAA, o primeiro filme de Emmanuelle abraçou o gênero e tornou-se um grande sucesso internacional. O filme é, até hoje, um dos mais bem-sucedidos filmes franceses e chegou a ser exibido nos cinemas locais por anos.
Várias continuações, começando com Emmanuelle 2, também conhecido como Emmanuelle: the joys of a woman, foram produzidas com Kristel ainda no papel principal. A personagem também começou a aparecer em diversas outras produções feitas na Itália, no Japão e nos Estados Unidos. Em diversos casos, o nome da personagem foi escrito "Emanuelle", com um m a menos, sugerindo que essas produções não eram autorizadas.
Entre as sequências mais famosas, está uma série de filmes italianos estrelados por Laura Gemser. Também foi produzida, em 1978, na Grã-Bretanha, uma paródia à personagem com o título de Carry on Emmanulle, da franquia Carry On, estrelando Suzanne Danielle no papel principal e coestrelando Kenneth Williams.
Sylvia Kristel parou de interpretar Emmanuelle nos anos 1980, dando lugar a atrizes mais jovens, embora ela continuasse a fazer aparições nos filmes seguintes no papel de uma Emmanuelle mais velha. Também estrelou vários filmes que faziam referências à sua imagem de Emmanuelle, como a comédia erótica estadunidense Private lessons. Em 1992, Sylvia Kristel retornou à série para sete episódios televisivos, com Marcela Walerstein no papel título e o sétimo volume, Emmanuelle au 7ème ciel (1993). A série e o filme foram assinados por Francis Leroi, diretor de Emmanuelle 4.
Uma das mais conhecidas atrizes a tomar o papel de Emmanuelle nos anos 1980 foi a atriz estadunidense Monique Gabrielle.
O nível de cenas explícitas variam nos vários filmes de Emmanuelle/Emanuelle, indo de praticamente inexistentes a totalmente explícitas. Emmanuelle V, de 1987, com Monique Gabrielle no papel da protagonista, foi lançado em duas versões: uma com as cenas de sexo soft core típicas da série e uma versão disponível unicamente em vídeo, onde foram inseridas várias cenas de sexo explícito. Monique Gabrielle, embora atriz pornô, não aparece nessas cenas.
A personagem de Arsan apareceu de várias formas diferentes nos últimos anos, incluindo uma série de ficção científica feita para tevê à cabo nos anos 1990 chamada Emmanuelle in Space, estrelando a atriz e modelo estadunidense Krista Allen, na época em início de carreira. Embora Krista Allen, que depois foi estrela em Baywatch e em outros filmes, tenha dito que se arrepende de seus filmes adultos no papel de Emmanuelle, ela continua sendo vastamente identificada com a personagem.
No Brasil, os filmes de Emmanuelle ficaram famosos por sua exibição no bloco Cine Band Privé da Rede Bandeirantes durante os anos 1990 e começo dos anos 2000, com as séries estreladas por Marcela Walerstein e Krista Allen. Sylvia Kristel, a mais famosa "Emmanuelle" no país durante muito tempo, visitou o Brasil quando da liberação do seu filme de 1974, que aconteceu em 1979. Durante os compromissos promocionais, foi convidada e participou de algumas cenas da telenovela da rede Globo Espelho Mágico, tendo como parceiro de cena Cicerone o personagem de Carlos Eduardo Dolabella.

## Principais atrizes que interpretaram Emmanuelle
- Sylvia Kristel[2]
- Laura Gemser na série Black Emanuelle[2]
- Mia Nygren em Emmanuelle 4
- Monique Gabrielle em Emmanuelle 5
- Natalie Uher em Emmanuelle 6
- Sylvia Castell em Emmanuelle in Bangkok de Jean-Marie Pallardy
- Erika Blanc em Io, Emmanuelle[2]
- Marcela Walerstein para uma série de telefilmes para a canal francês M6 em 1993 por Francis Leroi
- Krista Allen em Emmanuelle in Space[2][3]
- Holly Sampson a partir de 2000 em vários telefilmes da série Emmanuelle 2000
- Natasja Vermeer na série Emmanuelle the Private Collection
- Brittany Joy[4][5] na série Emmanuelle Through Time

## Filmografia
Essa é uma filmografia dos filmes protagonizados por Emmanuelle até hoje.

### Série Emmanuelle (França)
- Emmanuelle (1974)
- Emmanuelle 2 (1975)
- Adeus Emmanuelle (1977)
- Emmanuelle 4 (1984)
- Emmanuelle 5 (1986)
- Emmanuelle 6 (1988)
- Emmanuelle 7 (1993)

### Telefilmes de Emmanuelle  (França)
- Emmanuelle's Secret (1992)
- Emmanuelle's Revenge (1992)
- Emmanuelle's Perfume (1992)
- Emmanuelle's Magic (1992)
- Emmanuelle's Love (1993)
- Emmanuelle in Venice (1993)
- Emmanuelle Forever (1993)

### SérieEmmanuelle in Space(EUA)
- Emmanuelle: First Contact, também conhecido como Queen of the Galaxy (1994)
- Emmanuelle 2: A World of Desire (1994)
- Emmanuelle 3: A Lesson in Love (1994)
- Emmanuelle 4: Concealed Fantasy (1994)
- Emmanuelle 5: A Time to Dream (1994)
- Emmanuelle 6: One Final Fling (1994)
- Emmanuelle 7: The Meaning of Love (1994)

### SérieEmmanuelle 2000(EUA)
- Emmanuelle 2000: Being Emmanuelle (2000)
- Emmanuelle 2000: Emmanuelle and the Art of Love (2000)
- Emmanuelle 2000: Emmanuelle in Paradise (2000)
- Emmanuelle 2000: Jewel of Emmanuelle (2000)
- Emmanuelle 2000: Intimate Encounters (2000)
- Emmanuelle 2000: Emmanuelle's Sensual Pleasure (2000)
- Emmanuelle 2000 (theatrical release, 2001)
- Emmanuelle 2000 Emmanuelle Pie (2002)

### Série Emmanuelle Private Collection (EUA)
- Emmanuelle Private Collection: Sex Goddess (2004)
- Emmanuelle Private Collection: Emmanuelle vs. Dracula (2004)
- Emmanuelle Private Collection: Sex Talk (2004)
- Emmanuelle Private Collection: The Sex Lives of Ghosts (2004)
- Emmanuelle Private Collection: Sexual Spells (2004)
- Emmanuelle Private Collection: The Art of Ecstasy (2006)
- Emmanuelle Private Collection: Jesse's Secrets Desires (2006)
- Emmanuelle Tango (theatrical release, 2006)

### Série Emmanuelle Through Time (EUA)
- Emmanuelle Through Time: Emmanuelle's Skin City  (2011)
- Emmanuelle Through Time: Emmanuelle's Sexy Bite (2011)
- Emmanuelle Through Time: Sex, Chocolate & Emmanuelle  (2011)
- Emmanuelle Through Time: Rod Steele 0014 & Naked Agent 0069  (2011)
- Emmanuelle Through Time: Emmanuelle's Supernatural Activities  (2011)
- Emmanuelle Through Time: Emmanuelle's Sex Tales  (2011)
- Emmanuelle Through Time: Emmanuelle's Forbidden Pleasures  (2011)
- Emmanuelle in Wonderland (theatrical release, 2012)

### Telefilme de Emmanuelle (EUA)
- Emmanuelle in Rio (2003)

### Documentário
- Emmanuelle: A Hard Look (2000)

### Outros filmes
Um grande número de filmes, especialmente do gênero sexploitation e, por vezes, de forma retroativa, incluído o nome de "Emmanuelle" ou suas variantes em seus títulos (pelo menos em alguns de seus lançamentos) por razões de exploração, embora nenhum deles havia sido legalmente ou artisticamente relacionado à série original ou seu personagem-título.
O mais importante desses filmes são os filmes italianos "Black Emanuelle" que criou uma sequência.
- Black Emanuelle (1975)
- Black Emanuelle 2 (1976)
- Emanuelle in Bangkok (1976)
- Emanuelle in America (1977)
- Emanuelle Around the World (1977)
- Emanuelle and the Last Cannibals (1977)
- Emanuelle and the White Slave Trade (1978)
- Violence in a Women's Prison (1982)
- Emanuelle Escapes from Hell (1983)

Tais filmes incluem:  
- Io, Emmanuelle (1969), dirigido por Cesare Canevari.
- Swap Meat at the Love Market (Emanuelle Meets the Wife Swappers,Liebesmarkt,1973), dirigido por  Hubert Frank.
- Amore libero - Free Love (The Real Emanuelle, 1973), dirigido por  Pier Ludovico Pavoni.
- Tender and Perverse Emanuelle, 1973, dirigido por  Jess Franco.
- Lust and Desire (I desideri di Emanuelle, Le désir et la volupté , 1973), dirigido por Lucien Duval.
- Emanuelle's Revenge (1975), directed by Joe D'Amato.
- Hot Acts of Love (Le calde labbra di Emanuelle, Body Games, L'amour aux trousses, 1975) dirigido por  Jean-Marie Pallardy
- Tokyo Emmanuelle (1975), dirigido por  Akira Katō
- La Marge (1976) (também lançado como Emmanuelle 77), dirigido por Walerian Borowczyk.
- Laure (1976) (também lançado como Forever Emmanuelle), dirigido por Emmanuelle Arsan.
- Néa (1976) (also released as A Young Emmanuelle), dirigido por  Nelly Kaplan.
- Annie (Teenage Emanuelle, La fine dell'innocenza, 1976, dirigido por  Massimo Dallamano
- Emmanuelle on Taboo Island (La Spiaggia del desiderio, 1976), dirigido por  Enzo D'Ambrosio & Humberto Morales.
- Black Emmanuelle, White Emmanuelle (Velluto nero,Emanuelle in Egypt 1976), dirigido por Brunello Rondi.
- Emmanuelle in Tokyo, Wild Emmanuelle, 1976) dirigido por Akira Kato.
- Emanuelle:Black and White (Black Emanuelle, White Emmanuelle, Passion Plantation, 1976), dirigido por Mario Pinzauti.
- Yellow Emanuelle (Il Mondo dei sensi di Emy Wong 1977), dirigido por Bitto Albertini.
- Sister Emanuelle (1977), dirigido por Giuseppe Vari.
- Vanessa (1977), dirigido por Hubert Frank.
- Hong Kong Emmanuelle (1977) dirigido por Wah Man.
- Blonde Emanuelle 3-D (Disco Dolls in Hot Skin, 1977), dirigido por Stephen Gibson
- Felicity (1978), dirigido por John D. Lamond.
- Fury (La mujer de la tierra caliente, Musta Emanuelle - kuuman maan nainen, 1978) dirigido por José María Forqué
- Emanuelle Tropical (1978) dirigido por J. Marreco
- Emanuelle and Lolita (1978), dirigido por Henri Sala
- Emanuelle and the Erotic Nights (Emanuelle e le porno notti nel mondo n. 2, 1978), dirigido por Bruno Mattei/Joe D'Amato.
- Emanuelle y Carol (1978), dirigido por Ignacio F. Iquino.
- Carry on Emmanuelle (1978) dirigido por Gerald Thomas.
- Emanuelle in the Country (L'Infermiera di campagna, 1978), dirigido por Mario Bianchi.
- Emanuelle: Queen of Sados (I mavri Emmanouella, Emanuelle's Daughter 1979), dirigido por Elia Milonakos.
- Emmanuelle & Joanna (Il mondo porno di due sorelle,1979), dirigido por Franco Rossetti.
- Kasımpaşalı Emmanuel (1979), dirigido por Sırrı Gültekin
- Emanuele 3: An Erotic Journal of a Lady From Thailand (Le journal érotique d'une Thailandaise, 1980), dirigido por Jean-Marie Pallardy.
- Emanuelle Goes To Cannes, 1980, dirigido por Jean-Marie Pallardy.
- Divine Emanuelle (Die Todesgöttin des Liebescamps, Love Camp 1981), dirigido por Christian Anders.
- Emmanuelle in Soho (1981), dirigido por David Hughes
- Inconfessable Orgies of Emmanuelle (1982), dirigido por Jess Franco.
- Kung Fu Emanuelle (1982) dirigido por John Liu.
- Emanuelle: Queen of the Desert (La Belva dalle calda pelle, 1982), dirigido por Bruno Fontana.
- Violence in a Women's Prison/Emanuelle Reports from a Women's Prison (Violenza in un carcere femminile, 1982), dirigido por Bruno Mattei.
- Emanuelle Escapes from Hell (Emanuelle fuga dall'inferno, 1983), dirigido por Bruno Mattei.
- Voglia di guardare (Skandalöse Emanuelle - Die Lust am Zuschauen, 1986), dirigido por Joe D'Amato.
- Lady Emanuelle (Tradita a morte, 1989, dirigido por Pasquale Fanetti